# Chrysis crossi
Chrysis crossi é uma espécie de vespa-cuco descoberta no Algarve, em Portugal; a descoberta foi anunciada a 1 de março de 2023.